# Keo Sokngon
Keo Sokngon (Phnom Penh, 30 aprile 1992) è un calciatore cambogiano, di ruolo attaccante.

## Carriera

### Club
Ha giocato nella prima divisione cambogiana.

### Nazionale
Tra il 2009 ed il 2017 ha totalizzato complessivamente 14 presenze e 2 reti nella nazionale cambogiana.

## Palmarès

### Club

#### Competizioni nazionali
- Campionato cambogiano: 2

Phnom Penh Crown: 2008, 2010